# Milion růží
Milion růží (rusky Миллион алых роз nebo jen zkráceně Миллион роз) s textem Andreje Vozněsenského je coververze původní lotyšské písně Dāvāja Māriņa meitenei mūžiņu z roku 1981, jejíž hudbu složil Raimonds Pauls a text napsal Leons Briedis.
Jde o jednu z nejpopulárnějších písní Raimonda Paulse. V ruštině ji poprvé nazpívala roku 1982 Alla Pugačova, o rok později s ní vystoupila také na pěveckém festivalu Píseň roku (rusky Песня года) nebo i na Bratislavské lyře. Píseň si získala oblibu nejen v tehdejším Sovětském svazu, ale např. i v Japonsku.
V dalších letech se Milion růží stalo součástí repertoáru i jiných zpěváků, např. Ani Lorak.
Českou verzi pod názvem Milion růží nazpívala v roce 1983 v Čs. rozhlase Zuzana Bubeníková, která o několik let později natočila k této písni i televizní klip z prostředí zámecké zahrady.

## Text písně
Ruský text, tématem odlišný od původního lotyšského, je inspirován příhodou ze života gruzínského naivního malíře Nika Pirosmaniho. Vypráví o malíři a herečce, která zbožňovala květiny. Malíř se do ní zamiloval, a tak prodal svůj dům a všechny obrazy a místo toho jí sehnal milion růží, které pak odnesl na náměstí, kde herečka žila.